# بات أوكونور
بات أوكونور (بالإنجليزية: Pat O'Connor)‏ هو سياسي أمريكي، ولد في 17 ديسمبر 1960 في سانت لويس في الولايات المتحدة. حزبياً، نشط في الحزب الديمقراطي. وقد انتخب عضو مجلس نواب ولاية ميسوري.